# Mercurius (vakbond)
De vakbond Mercurius NVV was de onderbond voor de dienstverlenende sector van het NVV. In 1977 wordt de naam veranderd in Dienstenbond NVV. Deze bond is later met de Dienstenbond NKV gefuseerd tot Dienstenbond FNV. Deze gaat op zijn beurt weer op in FNV Bondgenoten.